# Orchesella bifasciata
Orchesella bifasciata är en urinsektsart som beskrevs av Bourlet 1839. Orchesella bifasciata ingår i släktet Orchesella, och familjen brokhoppstjärtar. Arten är reproducerande i Sverige.